# لامینی فاتی
لامینی فاتی (انگلیسی: Lamini Fati؛ زادهٔ ۱۸ آوریل ۲۰۰۶) بازیکن فوتبال است که در حال حاضر برای رئال مادرید در پست مدافع بازی می‌کند.